# U-974
| U-974                      | U-974                                                          | U-974                                                          |
| -------------------------- | -------------------------------------------------------------- | -------------------------------------------------------------- |
|                            |                                                                |                                                                |
|                            |                                                                |                                                                |
|                            |                                                                |                                                                |
| Під прапором               | Третій рейх                                                    | Третій рейх                                                    |
| Спуск на воду              | 11 березня 1942 року                                           | 11 березня 1942 року                                           |
| Виведений зі складу флоту  | 19 квітня 1944 року                                            | 19 квітня 1944 року                                            |
| Сучасний статус            | затоплений                                                     | затоплений                                                     |
| Проєкт                     |                                                                |                                                                |
| Тип ПЧ                     | Торпедний ДПЧ                                                  | Торпедний ДПЧ                                                  |
| Основні характеристики     |                                                                |                                                                |
| Швидкість (надводна)       | 17,7 вузлів                                                    | 17,7 вузлів                                                    |
| Швидкість (підводна)       | 7,6 вузлів                                                     | 7,6 вузлів                                                     |
| Робоча глибина занурення   | 100 м                                                          | 100 м                                                          |
| Гранична глибина занурення | 220 м                                                          | 220 м                                                          |
| Екіпаж                     | 44 осіб                                                        | 44 осіб                                                        |
| Розміри                    |                                                                |                                                                |
| Довжина найбільша (по КВЛ) | 67,1 м                                                         | 67,1 м                                                         |
| Ширина корпусу найб.       | 6,2 м                                                          | 6,2 м                                                          |
| Висота                     | 9,6 м                                                          | 9,6 м                                                          |
| Середня осадка (по КВЛ)    | 4,70 м                                                         | 4,70 м                                                         |
| Водотоннажність надводна   | 769 т                                                          | 769 т                                                          |
| Озброєння                  |                                                                |                                                                |
| Артилерія                  | одна палубна гармата калібру 88-мм, одна 20-мм зенітна гармата | одна палубна гармата калібру 88-мм, одна 20-мм зенітна гармата |
| Торпедно- мінне озброєння  | 4 носових і один кормовий ТА. 14 торпед або 26 мін             | 4 носових і один кормовий ТА. 14 торпед або 26 мін             |

U-974 — німецький підводний човен типу VIIC, часів  Другої світової війни.
Замовлення на будівництво човна було віддане 5 червня 1941 року. Човен був закладений на верфі суднобудівної компанії «Blohm + Voss» у місті Гамбург 26 червня 1942 року під заводським номером 174, спущений на воду 11 березня 1943 року, 22 квітня 1943 року увійшов до складу 5-ї флотилії. Також за час служби входив до складу 7-ї флотилії. 
Човен зробив 1 бойовий похід, в якому не потопив і не пошкодив жодного судна.
19 квітня 1944 року затоплений у фіорді біля Ругаланна (59°08′ пн. ш. 05°23′ сх. д. / 59.133° пн. ш. 5.383° сх. д.) торпедами норвезького підводного човна «Ула». 42 члени екіпажу загинули, 8 врятовані.

## Командири
- Оберлейтенант-цур-зее Йоахім Цаубіцер (22 квітня — 8 листопада 1943)
- Оберлейтенант-цур-зее Гайнц Вольфф (9 листопада 1943 — 19 квітня 1944)